# João Crisóstomo de Oliveira
João Crisóstomo de Oliveira (? — 1879) foi um político brasileiro.
Foi presidente da província do Ceará, de 2 a 31 de agosto de 1847 e de 13 de abril a 13 de maio de 1848.